# Summerville (South Carolina)
Summerville is een plaats (town) in de Amerikaanse staat South Carolina, en valt bestuurlijk gezien onder Berkeley County en Charleston County en Dorchester County.

## Demografie
Bij de volkstelling in 2000 werd het aantal inwoners vastgesteld op 27.752.
In 2006 is het aantal inwoners door het United States Census Bureau geschat op 41.575, een stijging van 13823 (49,8%).

## Geografie
Volgens het United States Census Bureau beslaat de plaats een oppervlakte van
39,8 km², geheel bestaande uit land. Summerville ligt op ongeveer 22 m boven zeeniveau.

## Plaatsen in de nabije omgeving
De onderstaande figuur toont nabijgelegen plaatsen in een straal van 20 km rond Summerville.